# Chorasus
Chorasus is een geslacht van kevers uit de familie somberkevers (Zopheridae).

## Soorten
Deze lijst is mogelijk niet compleet.
- C. buckleyi
- C. costatus
- C. costicollis
- C. incertus
- C. lateralis
- C. posticalisl'
- C. purus
- C. setarius
- C. subcaecus
- C. suturalis